# W 50. rocznicę Powstania Listopadowego
W 50. rocznicę Powstania Listopadowego – podziękowanie Cypriana Kamila Norwida z 1880 za zaproszenie na obiad z okazji pięćdziesiątej rocznicy wybuchu powstania listopadowego.

## O tekście
Tekst stanowi podziękowanie za zaproszenie na uroczysty obiad emigrancki, zorganizowany z okazji pięćdziesiątej rocznicy wybuchu powstania listopadowego. 11 grudnia 1880 poeta przesłał jego kopię na ręce Seweryny Duchińskiej. Autograf pierwotny zaginął, zachowała się jedynie kopia Duchińskiej. Tekst został opublikowany w 1937 przez Zenona Przesmyckiego w IX tomie Wszystkich pism po dziś w całości lub fragmentach odszukanych.

## Treść
Dziękując za zaproszenie poeta zapewnia, że będzie obecny myślą w obchodach powstania, w którym niżsi rangą wojskowi i poeci wypełnili swój obowiązek. Lud okazał się do tego niezdolny, bo upańszczyźniony wobec Panów. Arystokracja, dzielna w chwilach pomyślności, pyszna w sprawach drobnych, a płaska w wielkich, bo upańszczyźniona wobec stosunków osobistych. Inteligencja również nie, bo upańszczyźniona kwestią środków publikacji i ograniczeń jawności, bez opinii własnej i odwagi cywilnej. Stąd wynikło, że ta karta polskiej historii bardziej jest podobna do epopei niż do faktu politycznego, co spowodowało, że niektóre genialne, choć pochopne, umysły stworzyły mistyczny system przeznaczony jedynie dla Polski. Nie można jednak wznieść gmachu tylko na dwóch kolumnach, innych, leżących nie podnosząc, ani się do ich istnienia nie przyznając. Taka architektura byłaby może świadectwem genialności umysłu, ale i upadku narodu.